# Helmut Boese (Bibliothekar, 1911)
Helmut Boese (* 28. Juni 1911 in Stockerau; † 25. März 1983 in Wien) war ein österreichischer Bibliothekar.

## Leben
Boese studierte Klassische Philologie an der Universität Wien und wurde dort 1936 mit der Dissertation „De C. Plini Caecili Secundi dicendi genere“ promoviert. Seit dem 1. Juni 1933 war er illegales Mitglied der NSDAP, am 20. Mai 1938 beantragte er die reguläre Aufnahme in die NSDAP und wurde rückwirkend zum 1. Mai desselben Jahres aufgenommen (Mitgliedsnummer 6.201.547). Im Oktober 1938 begann er eine zweijährige Ausbildung als Bibliothekar an der Österreichischen Nationalbibliothek. 1941 wurde er zum Kriegsdienst eingezogen. Nach dem Krieg wurde er aufgrund des NS-Gesetzes aus dem Dienst entlassen.
Boese publizierte musikhistorische Schriften und war für das Archiv der Wiener Philharmoniker tätig. Von 1963 bis zur Pensionierung 1976 war er Leiter der Bibliothek des österreichischen Bundesministeriums für Landesverteidigung.
Boese wurde am Hietzinger Friedhof in Wien bestattet.

## Schriften
- Zwei Urmusikanten: Smetana – Dvorak. Amalthea-Verlag, Zürich/Leipzig/Wien 1955.
- 125 Jahre Wiener Philharmoniker. Wien 1967.
- Botschafter der Musik. Die Wiener Philharmoniker. Wien 1967.